# Kekoskee
Kekoskee és una població dels Estats Units a l'estat de Wisconsin. Segons el cens del 2000 tenia 169 habitants.

## Demografia
Segons el cens del 2000, Kekoskee tenia 169 habitants, 66 habitatges, i 51 famílies. La densitat de població era de 283,7 habitants per km².
Dels 66 habitatges en un 27,3% hi vivien nens de menys de 18 anys, en un 63,6% hi vivien parelles casades, en un 6,1% dones solteres, i en un 22,7% no eren unitats familiars. En el 22,7% dels habitatges hi vivien persones soles el 10,6% de les quals corresponia a persones de 65 anys o més que vivien soles. El nombre mitjà de persones vivint en cada habitatge era de 2,56 i el nombre mitjà de persones que vivien en cada família era de 2,94.
Per edats la població es repartia de la següent manera: un 21,9% tenia menys de 18 anys, un 7,1% entre 18 i 24, un 28,4% entre 25 i 44, un 25,4% de 45 a 60 i un 17,2% 65 anys o més.
L'edat mediana era de 42 anys. Per cada 100 dones de 18 o més anys hi havia 140 homes.
La renda mediana per habitatge era de 38.750 $ i la renda mediana per família de 47.500 $. Els homes tenien una renda mediana de 33.281 $ mentre que les dones 26.667 $. La renda per capita de la població era de 18.822 $. Cap de les famílies i l'1,1% de la població estaven per davall del llindar de pobresa.

## Poblacions més properes
El següent diagrama mostra les poblacions més properes.